# Philodromus ablegminus
Philodromus ablegminus es una especie de araña cangrejo del género Philodromus, familia Philodromidae. Fue descrita científicamente por Szita & Logunov en 2008.